# Пассажирка (опера)
«Пассажирка» (Op. 97, 1967—1968 гг.) — опера Моисея (Мечислава) Вайнберга в двух актах, восьми картинах с эпилогом на либретто Александра Медведева по одноимённой новелле Зофьи Посмыш. Вайнберг использует элементы двенадцатитоновой музыки и народной музыки. Исследователи проводят параллели с оперой Шостаковича «Леди Макбет Мценского уезда», оперой Берга «Воццек» и музыкой Бриттена.

## Действующие лица
- Марта, полька, заключённая, 19 лет в Освенциме и 34 года на корабле — сопрано
- Тадеуш, возлюбленный Марты, заключённый, 25 лет — баритон
- Катя, русская партизанка, заключённая, 21 год — сопрано
- Кристина, полька, заключённая, 28 лет — меццо-сопрано
- Власта, чешка, заключённая, 20 лет — меццо-сопрано
- Ханна, еврейка, заключённая, 18 лет — контральто
- Иветт, француженка, заключённая, 15 лет — сопрано
- Старуха, заключённая — сопрано
- Бронка, старая заключённая, 50 лет — контральто
- Лиза, немка, 22 года в Освенциме и 37 лет на корабле — меццо-сопрано
- Вальтер, муж Лизы, дипломат, 50 лет — тенор
- Первый боец СС — бас
- Второй боец СС — бас
- Третий боец СС — тенор
- Старый пассажир / стюард (актёр)
- Главная надзирательница (актриса)

## Содержание[7]

### I акт
Начало 1960-х годов, океанский лайнер. На сцене находится хор, который по ходу спектакля представляет то заключённых, то пассажиров, то немецких офицеров, то — обычных зрителей из другого времени.

#### Картина 1
Вальтер, немецкий дипломат, и его молодая жена Лиза плывут в Бразилию, где Вальтер должен вступить в новую должность. Вдруг Лиза видит пассажирку, которую, как ей кажется, она знала раньше. Но Лиза уверена, что эта девушка давно мертва. В состоянии глубокого шока Лиза впервые говорит мужу, что во время войны была надзирательницей СС в лагере в Освенциме. Во время разговора они ссорятся.

#### Картина 2
Лагерь в Освенциме. Здесь мы узнаем, что «пассажирка» — Марта, молодая польская заключённая. Надзирательница Лиза Франц выделяет Марту из круга других заключённых, так как думает, что та поможет ей лучше контролировать других узников.

#### Картина 3
В женской части казармы находятся заключённые со всех частей Европы, попавшие в этот космополитический ад. Катю, русскую партизанку из Смоленска, приводят в казарму с жестокого допроса. Одна из надзирательниц находит записку на польском языке, которая может скомпрометировать Катю. Лиза приказывает Марте прочитать записку и та хладнокровно выдаёт записку за письмо своему любимому — Тадеушу, который, как ей кажется, тоже находится в Освенциме.
На корабле Лиза и Вальтер всё же пытаются справиться с этой серьёзной проблемой, которая грозит их отношениям.

### II акт

#### Картина 4
Под надзором Лизы заключённые перебирают одежду и другие вещи казнённых узников. Прибывает офицер, требуя найти скрипку. У коменданта лагеря будет концерт, во время которого один из заключённых должен сыграть любимый вальс коменданта. Лиза находит скрипку, но потом офицер решает, что музыканту-заключённому лучше выбрать скрипку самостоятельно. Заключённым оказывается Тадеуш. Марта и Тадеуш видят и узнают друг друга, но им мешает Лиза. Надзирательница разрешает им поговорить дольше, рассчитывая сыграть на этом в дальнейшем.

#### Картина 5
Лиза оскорбляет Тадеуша в мастерской, где тот делает серебряные украшения по заказу офицеров СС. На одном из украшений — Мадонна, но Лиза узнает в женском изображении Марту. Лиза предлагает Тадеушу встретиться с Мартой, но он колеблется. Он не хочет остаться должным Лизе.

#### Картина 6
В женских бараках узницы поздравляют Марту с днём рождения. Она поёт песню о влюблённости в смерть. Лиза прерывает Марту и пытается спровоцировать, рассказав, что Тадеуш отказался от возможности увидеться с ней. Марта остается спокойной — она уверена, что решение Тадеуша правильно.
Иветта, француженка, пытается научить русскую старушку французским словам. Катя поет песню о России. Внезапно врываются надзиратели — время «отбора». Зачитывается список с номерами и заключённых одну за другой уводят. Лиза успокаивает Марту, что её время ещё не пришло — она позаботится, чтобы Марта присутствовала на концерте Тадеуша.

#### Картина 7
На корабле Вальтер и Лиза приходят к решению, что даже если «пассажирка» и есть Марта, то они всё равно вынуждены смириться с этим. Пара решает пойти на танцы в салон. Но в момент, когда по просьбе «пассажирки» корабельный оркестр начинает играть «любимый вальс коменданта», Лиза пугается до смерти.

#### Картина 8
Лагерь в Освенциме. На концерт собираются офицеры и заключённые. Тадеуш должен играть вальс, но он решает исполнить совсем другое произведение — «Чакону» Баха. Сцена обрывается на высокой ноте, когда офицеры разбивают скрипку Тадеуша, стаскивают его со сцены и забивают до смерти.
Эпилог. Марта вспоминает о прошлом и страстно желает, чтобы никто из пострадавших не был забыт.

## История постановок
- Премьера оперы состоялась в концертном исполнении 25 декабря 2006 года в Москве в Московском музыкальном театре имени К. Станиславского и В.Немировича-Данченко[8] (дирижёр — Вольф Горелик, режиссёр — В. Матросов, продюсер — Г. Папиш)
- 17-18 июня концертное исполнение оперы состоялось в Новосибирске с участием солистов, хора и оркестра Новосибирского государственного академического театра оперы и балета[9] (дирижёр — Т. Курентзис)
- Мировая премьера оперы в сценической постановке состоялась 21 июля 2010 года на музыкальном фестивале в г. Брегенц (Австрия) в копродукции с Большим театром Варшавы, Английской Национальной Оперой и Королевским Театром Мадрида (дирижёр — Т. Курентзис, режиссёр — Д. Паутни) и получила положительные отзывы австрийской и немецкой музыкальной критики[10][11][12]

Для этой постановки была создана многоязычная версия либретто оперы, в которой герои различных национальностей поют на родном языке: русском, чешском, идиш, немецком, французском и английском. Языки между действующими лицами распределяются следующим образом: Марта — русский (основной), немецкий (в сценах с Лизой); Тадеуш — русский (основной), немецкий (в сцене с Лизой); Катя — русский; Кристина — русский; Власта — чешский (основной), русский (в ансамблях); Хана — идиш (основной), русский (в ансамблях); Иветта — французский (основной), русский (в ансамблях); Старуха — немецкий; Лиза — немецкий (основной), английский (в сценах со Стюардом); Вальтер — немецкий (основной), английский (в сцене с Пожилым пассажиром); Первый, Второй и Третий эсэсовцы — немецкий; Пожилой пассажир — английский; Старшая надзирательница — немецкий; Капо — немецкий; Стюард — английский. Все хоровые эпизоды исполняются на русском языке.
- 8 октября 2010 года премьерные показы оперы «Пассажирка» состоялись в Большом театре Варшавы (дирижёр — Габриэль Хмура).[13].
- В настоящее время поставлена на сцене Баденского государственного театра[14][15].
- Запланирована постановка в оперном театре Франкфурта-на-Майне в сезоне 2014/2015[16][17].
- 15 сентября 2016 года в Государственном академическом театре оперы и балета Екатеринбурга состоялась российская театральная премьера оперы Моисея Вайнберга (дирижёр — Оливер фон Дохнаньи[англ.])[18].
- 27 января 2017 года, в День Памяти жертв Холокоста, состоялась премьера постановки в театре Новая Опера им. Е. В. Колобова (г. Москва), в «многоязычной» версии оперы. Дирижёр — Ян Латам-Кёниг[англ.], режиссёр — Сергей Широков.

## Премии
- 17 декабря в Государственном Кремлёвском дворце на торжественной церемонии вручения премии Федерации еврейских общин России «Скрипач на крыше» режиссёр оперы Сергей Широков одержал победу в номинации «Театр» за постановку оперы «Пассажирка».
- Опера «Пассажирка» вошла в лонг-лист премии «Золотая маска», став, по мнению Экспертного совета, одним из самых заметных спектаклей сезона.

## Отзывы на оперу
- «Не устаю восхищаться оперой Вайнберга „Пассажирка“, — написал Дмитрий Шостакович в 1974 году. — Трижды слушал её, изучал партитуру и с каждым разом всё глубже постигал красоту и величие этой музыки. Мастерское, совершенное по стилю и форме произведение»[19].
- Хвалебные отзывы об опере высказывал в 1969 году Тихон Хренников[20].
- Режиссёр-постановщик оперы «Пассажирка» Сергей Широков: «Пассажирка» — это колоссальное эмоциональное напряжение, это такое абсолютно «прямое» высказывание", в некоторых эпизодах иногда очень трогательное и даже сентиментальное, а в некоторых моментах — безумно жестокое[21].
- Музыкальный руководитель и дирижёр «Новой Оперы» Ян Латам-Кёниг[англ.]: «Я считаю „Пассажирку“ абсолютным шедевром. Вероятно, живи Вайнберг в наше время, что-то было бы написано иначе, возможно некоторые сцены он сократил бы. Но в целом глубина и сила этой музыки неоспоримы, и моя задача как дирижёра — донести это до слушателя»[22].